# Nikolai Nikolajewitsch Blochin
Nikolai Nikolajewitsch Blochin (russisch Николай Николаевич Блохин, wiss. Transliteration Nikolaj Nikolajevič Blohin; * 21. Apriljul. / 4. Mai 1912greg. in Lukojanow, Gouvernement Nischni Nowgorod, Russisches Kaiserreich; † 16. Mai 1993 in Moskau, Russische Föderation) war ein sowjetischer Facharzt für chirurgische Onkologie. Er lieferte bedeutende Arbeiten auf den Gebieten Traumatologie, Restitutionschirurgie, plastische Chirurgie, Chemotherapie und Strahlenbehandlung von Krebsleiden. Er erhielt den Titel „Held der sozialistischen Arbeit“ (1972), den Staatspreis der UdSSR (1982), viermal den Leninorden, den Orden der Oktoberrevolution, den Orden des Roten Banners der Arbeit und den Orden des Roten Sterns.

## Leben
Nikolai Blochin wurde am 4. Mai 1912 in Lukojanow in einer Arztfamilie geboren. Er übersiedelte 1916 nach Nischni Nowgorod, wo er seine frühe Kindheit und Schulzeit verbrachte. 1929 ging er zur Medizinischen Fakultät der Universität Nischni Nowgorod (jetzt Lobatschewski-Universität Nischni Nowgorod). Nach seinem Studium arbeitete er bei einem ländlichen Krankenhaus. Dann arbeitete als Assistent beim Institut der Chirurgie am Krankenbett der Medizinischen Hochschule Gorki (jetzt Nischni Nowgorod) tätig.
Im Zweiten Weltkrieg war er Chefchirurg in den Kriegslazaretten in Gorki. Zur selben Zeit befasste sich Blochin eingehend mit der Pharmakologie der plastischen Chirurgie. Nach dem Krieg gründete er das Institut der Restitutionschirurgie. Er leitete kurz darauf die Medizinische Hochschule Gorki. Blochin übersiedelte 1952 nach Moskau. Dort baute er eine Geschwulstklinik auf, die seinen Namen trägt. Von 1960 bis 1968 und von 1977 bis 1987 war er der Präsident der Sowjetischen Akademie der Medizinischen Wissenschaften. 1979 wurde er zum Mitglied der Akademie der Wissenschaften gewählt. Im Mai 1993 wurde Blochin auf dem Moskauer Nowodewitschi-Friedhof begraben.